# Proserpinus proserpina
Proserpinus proserpina noćni je leptir iz porodice ljiljaka (Sphingidae).

## Distribucija i stanište
Vrsti Proserpinus proserpina pogoduje toplija klima, pa je prisutna od severozapadne Afrike do Kine. U Evropi je ograničena na toplija podneblja. Staništa uključuju vlažne, šumske čistine, rubove šuma, travnate doline na nadmorskim visinama do 2000 metara, ali i peskovita staništa u okolini gradova. Vrsta je lokalna.

## Biologija i ekologija vrste

### Morfologija
Jaja su izuzetno sitna, ne duža od jednog milimetra, sjajna i zelena. Polažu se pojedinačno na biljku hraniteljku, i to na naličju lista, pri čemu se vrlo često na istoj biljci nalazi veći broj jaja. Gusenice, kada su potpuno zrele i pred ulutkavanje, dostižu do 70 milimetara. Mlade gusenice su mat zelene, sa žutom dorzolateralnom linijom. Hrane se na naličju lista. Na početku razvoja, rastu sporo. Po dostizanju petog larvenog stupnja, većina gusenica je smeđe boje prošarana finim linijama, izraženih markacija oko spirakuluma. Trnoliki izraštaj u repnom delu odsustvuje tokom čitavog razvoja, kod gusenica petog stupnja jasno je uočljiv sklerotizovani, sjajnu disk na mestu uobičajenog trna. Iako je smeđa forma gusenica najčešća, javljaju se i potpuno zelene (ostali karakteri petog stupnja su identični). Lutka je dužine do 30 milimetara. Ovo je i stadijum u kom vrsta prezimljava. Crvenkasto smeđa lutka ima blago spljošten kremaster i nalazi se plitko ukopana u vlažno zemljište. Iako oko lutke može da se nađe mala količina svilenih niti, nema formiranja pravog zaštitnog kokona. Raspon krila je adulta je do 60 milimetara, a obojenje generalno zeleno, sa poljima različitog intenziteta u boji.
- Proserpinus proserpina ♂
- Proserpinus proserpina ♂  △
- Proserpinus proserpina ♀
- Proserpinus proserpina  ♀ △

## Životni ciklus
Imaju jednu generaciju godišnje. Adulti lete u maju i junu, najčešće u zoru ili sumrak. Privlače ih intenzivni mirisi biljaka poput jasmina (rod Jasminum) i lisičine (Echium vulgare).  Gusenice se sreću u junu, julu i avgustu, pri čemu je najčešći susret sa gusenicom u kasno leto, pri čemu zrele gusenice tumaraju čistinama u potrazi za mestom za ulutkavanje. Oligofagne su, pri čemu su najčešće hraniteljke biljke iz roda Epilobium (kiprovina), a nešto ređe i Lythrum salicaria (potočnjak) i biljke iz roda Oenothera (noćurci). 
- Gusenica pred ulutkavanje

## Spoljašnje veze
- Willowherb hawkmoth UKMoths
- BioLib.cz
- Lepiforum e.V.